# 라르스 아이딩거
라르스 아이딩거(독일어: Lars Eidinger, 1976년 1월 21일~)는 독일의 배우이다. 영화 《퍼스널 쇼퍼》에서 잉고 역을 맡았다.

## 작품 목록
- 클라우즈 오브 실스마리아 - 클라우스 디스터베크 역
- 퍼스널 쇼퍼 - 잉고 역
- 더 블룸 오브 예스터데이
- 마틸다: 황제의 연인 - 니콜라이 2세 역
- 메릴린
- 하이 라이프 - 찬드라 역
- 작가 미상 - 오스텔룽스프히어러 하이너 케르스텐스 역
- 페르시아어 수업 - 코흐 역
- 미 엔드 디 아더스